# كيم آدامز
كيم آدامز (بالإنجليزية: Kim Adams)‏ (و. 1951  م) هو نحات كندي، ولد في إدمونتون.